# Léonce Détroyat
Pour les articles homonymes, voir Détroyat (homonymie).
Pierre Léonce Détroyat, né à Bayonne (Pyrénées-Atlantiques) le 7 septembre 1829, mort à Paris, le 18 janvier 1898, est un officier de marine, homme politique et publiciste français.

## Biographie
Né à Bayonne le 7 septembre 1829, il entre à l'École navale en 1845 et est promu lieutenant de vaisseau en 1860.

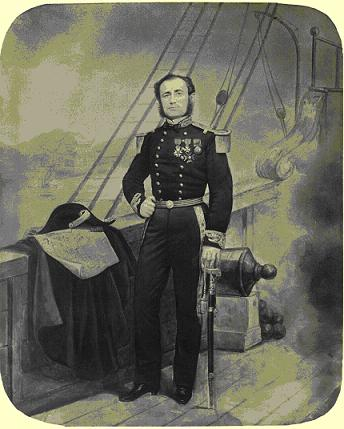

En 1864, Détroyat est détaché au Mexique auprès de l'empereur Maximilien, en qualité de sous-secrétaire d'État au département de la marine du ministère mexicain et de chef du cabinet militaire de l'empereur.
Il rentre en Europe, en 1866, avec pour mission spéciale d'accompagner l'impératrice Charlotte.

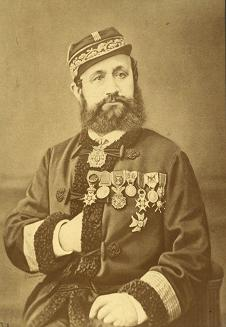
Léonce Détroyat, général commandant le camp de La Rochelle en 1870.

En 1870, il prend le commandement du camp de La Rochelle avec le grade de général de division auxiliaire.
De 1870 à 1876, il est le directeur du journal La Liberté, propriété d'Émile de Girardin, dont il avait épousé la nièce (son épouse se trouve également être la petite-fille de Sophie Gail et de Sophie Gay). Il dirige et fonde divers journaux (L'Estafette, La Réforme, Le Jour).
Il est l'auteur de plusieurs publications.
Léonce Détroyat meurt à Paris le 18 janvier 1898 à l’âge de 68 ans.

## Distinctions
- Officier de la Légion d'honneur (1864)
- médailles de Crimée, de Chine et du Mexique

## Publications
- Henry VIII : opéra en quatre actes et six tableaux, 1883
- Pedro de Zalamea : opéra en quatre actes, 1884
- La Cour de Rome et l'empereur Maximilien, rapports de la cour de Rome avec le gouvernement mexicain, accompagnés de deux lettres de l'empereur Maximilien et de l'impératrice Charlotte, 1867
- La liberté de l'enseignement et les projets Ferry devant l'histoire, la Justice et la Raison, 1879
- Djemmah, ballet persan en 2 actes, 1886
- Notes sur l'organisation générale civile et militaire de l'Indo-Chine, 1888
- Possessions françaises dans l'Indo-Chine, 1887
- La France dans l'Indo-Chine..., 1886
- Du recrutement, de l'organisation et de l'instruction de l'armée française, 1871
- Aben-Hamet 10, Grand duo pour soprano et baryton : opéra en quatre actes et un prologue, 1884
- Aben-Hamet : opéra en quatre actes et un prologue ; L'enlèvement de Proserpine : opéra en quatre actes et un prologue, 1884
- Aben-Hamet 7quater, Chant mauresque pour soprano : opéra en quatre actes et un prologue : partition pour chant et piano avec double texte italien et français, 1884
- ben-Hamet 7b, Duettino pour soprano et contralto : opéra en quatre actes et un prologue : partition pour chant et piano avec double texte italien et français1884